# Tôn giáo tại Ba Lan
Tôn giáo tại Ba Lan năm 2015 do Cục Thống kê Trung ương (GUS) thực hiện 

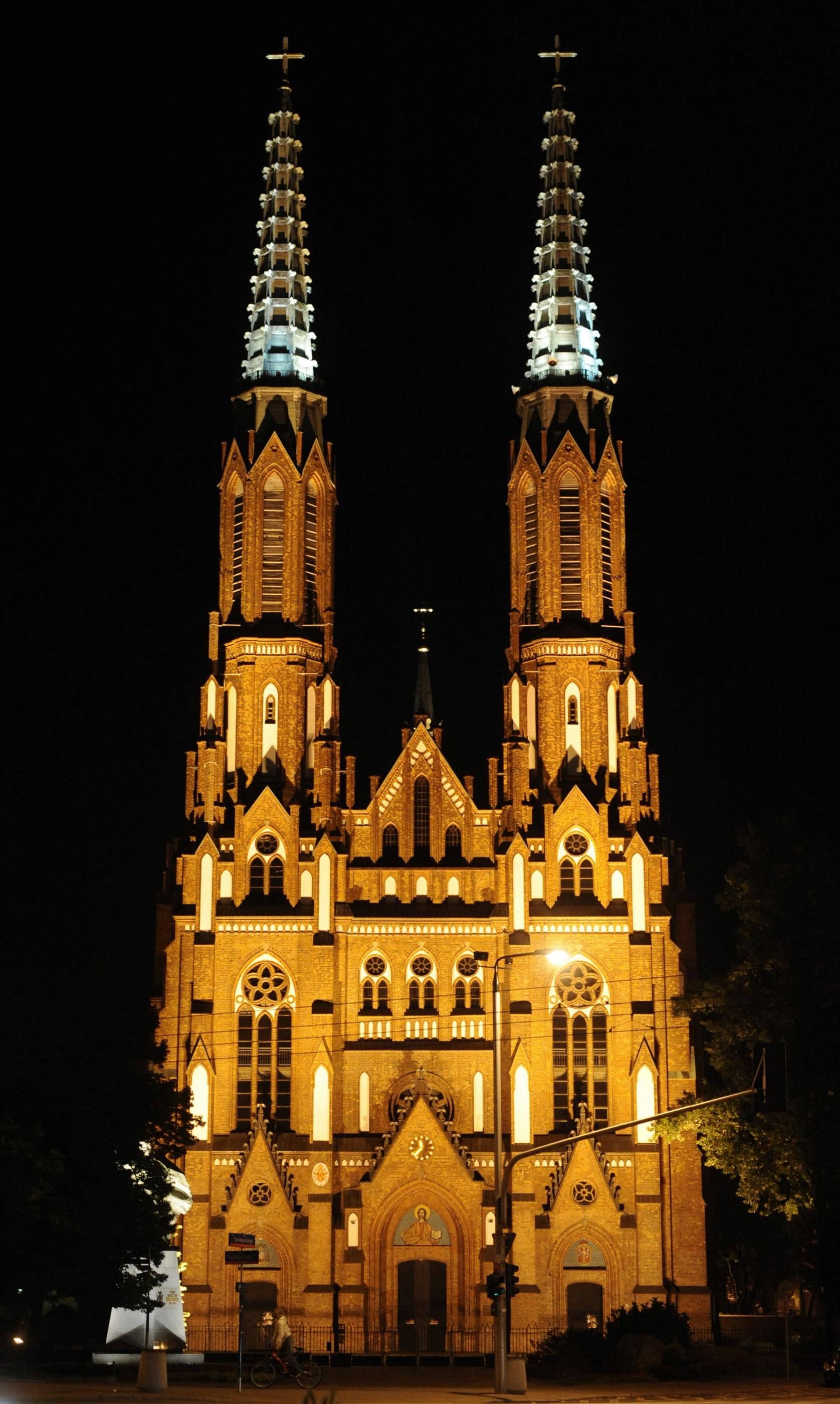
Thánh đường Công giáo Rôma Thánh Florian ở Warszawa. Đại đa số những Người Ba Lan là tín đồ Kitô giáo.

Ba Lan là một trong những quốc gia sùng đạo ở Châu Âu. Với các cộng đồng Tôn giáo đa dạng cùng tồn tại ở Ba Lan, nhưng đa phần người dân Ba Lan theo Kitô giáo. Trong số đó, tỉ lệ lớn nhất thuộc về Giáo hội Công giáo Rôma với 92.9% dân số tự nhận mình theo tôn giáo đó vào năm 2015 (điều tra dân số của Cục Thống kê Trung ương (GUS)); theo Viện Thống kê Giáo hội Công giáo, 36.7% tín đồ Công giáo của Ba Lan tham gia Thánh lễ Chúa nhật trong năm 2015. Ba Lan là một trong những quốc gia sùng đạo Kitô nhất thế giới, Neal Pease mô tả Ba Lan như là "đứa con gái trung thành nhất của Rome."
Giáo hội Công giáo Rôma tiếp tục trở nên quan trọng trong đời sống của nhiều người dân Ba Lan, và Công giáo tại Ba Lan có được uy tín xã hội và ảnh hưởng chính trị mặc dù bị đàn áp dưới thời các nhà cầm quyền Cộng sản. Tôn giáo này cũng được xem là nơi lưu giữ nền văn hóa và di sản của Ba Lan. Ba Lan là nơi có tỉ lệ công dân theo Giáo hội Công giáo Rôma cao hơn bất kỳ quốc gia nào ở Châu Âu, ngoại trừ Malta và San Marino (cao hơn cả Ý, Tây Ban Nha, và Ireland, là các quốc gia xem Giáo hội Công giáo Rôma là quốc giáo).
Mức độ thống trị như hiện nay bắt nguồn từ việc Đức Quốc Xã lập ra Holocaust - nơi tập trung người Do Thái sống ở Ba Lan và thương vong trong Chiến tranh thế giới thứ II đối với các nhóm tôn giáo thiểu số của Ba Lan, cũng như các chuyến bay và trục xuất người Đức (1944-1950), mà đa phần trong số họ không theo Công giáo Rôma vào thời điểm cuối Thế chiến thứ hai.
Phần dân số còn lại bao gồm chủ yếu là Chính thống giáo Đông phương (Giáo hội Chính thống giáo Ba Lan) (507,196 tín đồ người Ba Lan và Belarus), nhiều giáo hội Kháng Cách khác nhau (đông nhất là Giáo hội Tin Lành Lời thú tội Augsburg ở Ba Lan với 61,217 thành viên) và Nhân Chứng Giê-hô-va (116,935). Có khoảng 55,000 tín đồ Giáo hội Công giáo Hy Lạp ở Ba Lan. Các tôn giáo khác ở Ba Lan, chiếm dưới 0.1% dân số, gồm Hồi giáo, Do Thái giáo, Ấn Độ giáo và Phật giáo.
Theo thống kê năm 2015 do Cục Thống kê Ba Lan thực hiện, 94.2% dân số liên kết với một tôn giáo nào đó; 3.1% không thuộc bất cứ tôn giáo nào. Tôn giáo được theo nhiều nhất là Giáo hội Công giáo Rôma với lượng tín đồ chiếm 92.8% dân số, tiếp theo là Chính thống giáo Đông phương với 0.7% (tăng từ 0.4% năm 2011, một phần do dân nhập cư gần đây từ Ukraina), Nhân Chứng Giê-hô-va với 0.3%, các giáo phái Tin lành chiếm 0.2% dân số Ba Lan và 0.1% thuộc về Giáo hội Công giáo Hy Lạp. Cũng theo đợt khảo sát này, 61.1% dân số đánh giá tầm quan trọng của tôn giáo từ cao đến rất cao, trong khi đó 13.8% xem tôn giáo là ít hoặc không quan trọng. Tỉ lệ phần trăm tín đồ cao nhất ở phía Đông của Ba Lan.

## Lịch sử

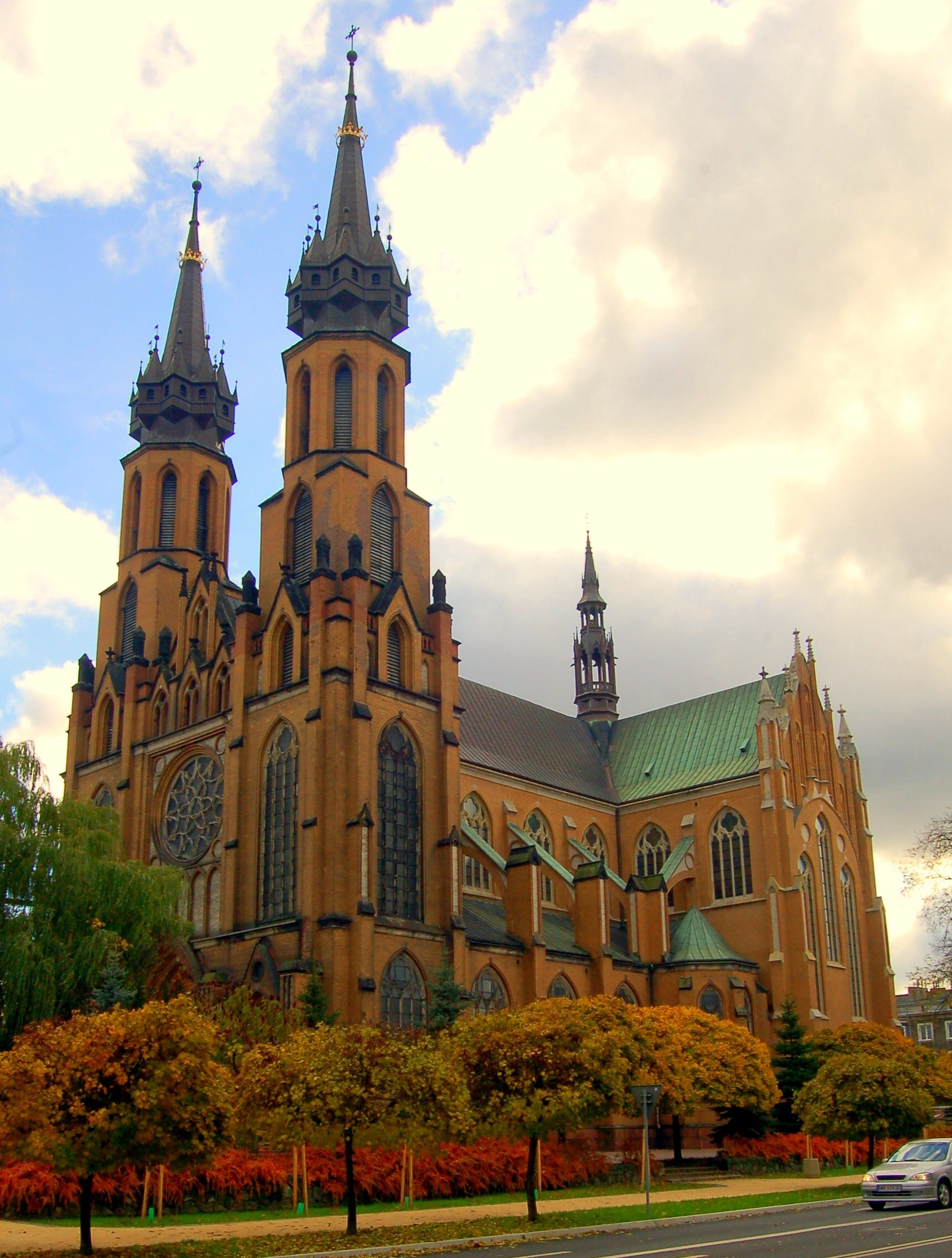
Nhà thờ Đức Bà tại Radom.

Trong nhiều thế kỷ, người Slav sinh sống trên vùng đất của Ba Lan ngày nay thực hiện nhiều hình thức pagan giáo khác nhau được biết đến với tên gọi Rodzimowierstwo ("đức tin bản địa"). Từ những ngày đầu thành lập nhà nước, các tôn giáo khác nhau đã cùng tồn tại ở Ba Lan. Với việc truyền đạo Kitô ở Ba Lan năm 966, các pagan giáo cũ dần bị xóa sổ trong vài thế kỷ sau đó trong quá trình truyền đạo Kitô ở Ba Lan. Tuy nhiên, điều này không đặt dấu chấm hết cho tín ngưỡng ngoại giáo ở trong nước. Sự bền bỉ đã được chứng minh bằng một loạt các cuộc nổi dậy được biết đến với tên gọi phản động pagan giáo trong nửa đầu thế kỷ 11, trong đó cũng cho thấy các yếu tố của một cuộc nổi dậy của nông dân chống lại địa chủ và chế độ phong kiến, và dẫn đến cuộc binh biến làm mất ổn định tình hình đất nước. Đến thế kỷ 13, Công giáo trở thành tôn giáo thống trị trên toàn quốc. Tuy vậy, người CÔng giáo Ba Lan đã cùng tồn tại với một bộ lượng đáng kể các cư dân Do Thái.
Ở thế kỷ 15, Chiến tranh Hussite và áp lực từ phía giáo hoàng dẫn đến căng thẳng tôn giáo giữa những người Công giáo và Hussite mới nổi và sau đó là cộng đồng Tin lành, đặc biệt là sau Sắc lệnh Wieluń (năm 1424). Phong trào Kháng Cách có được lượng tín đồ đáng kể ở Ba Lan và mặc dù Công giáo La Mã vẫn giữ được vị trí thống trị ở nhà nước, nhưng Liên minh Warszawa năm 1573 tự do đã đảm bảo lòng bao dung tôn giáo một cách rộng khắp. Nhưng Phong trào Phản Cải cách đã thành công trong việc giảm đi phạm vi bao dung tôn giáo ở cuối thế kỷ 17 và đầu thế kỷ 18 – bằng chứng là các sự kiện như Bạo động ở Thorn (Toruń) (năm 1724).
Khi Ba Lan bị phân chia bởi các nước láng giềng ở cuối thế kỷ 18, nhiều người Ba Lan phải chịu sự phân biệt đối xử trong tôn giáo ở khu vực cai trị của Phổ và Nga.
Trước Chiến tranh thế giới thứ hai, có khoảng 3,500,000 người Do Thái Ba Lan (khoảng 10% dân số cả nước) sinh sống ở Đệ Nhị Cộng hòa Ba Lan, chủ yếu ở các thành phố. Khoảng thời gian giữa Đức - Xô Viết xâm lược Ba Lan và cuối Chiến tranh thế giới thứ hai, trên 90% người Do Thái ở Ba Lan bị thiệt mạng. Holocaust (có tên gọi khác là "Shoah") đã tước đi mạng sống của hơn ba triệu người Do thái ở Ba Lan, trong đó chủ yếu là người Ashkenazi. Tương đối ít người có thể sống sót sau đợt Đức chiếm đóng hoặc trốn thoát về phía đông ở Lãnh thổ Ba Lan bị Liên Xô thôn tính, thoát ra ngoài tầm với của Đức Quốc Xã. Cũng giống những nơi khác khắp Châu Âu trong giai đoạn giữa hai cuộc chiến tranh, there was both official and popular chủ nghĩa bài Do Thái ở Ba Lan tồn tại một cách chính thức và phổ biến, đôi khi được khuyến khích bởi Giáo hội Công giáo và một vài đảng phái chính trị (đặc biệt là phe cánh hữu endecja và các nhóm nhỏ và bè phái ONR nhỏ) nhưng không phải trực tiếp từ chính phủ Ba Lan.
Theo một cuộc khảo sát năm 2011 do Ipsos MORI thực hiện, 85% người Ba Lan vẫn theo Kitô giáo; 8% là không tôn giáo, chủ nghĩa vô thần, hay thuyết bất khả tri; 2% theo các tôn giáo khác không xác định; và 5% không trả lời câu hỏi.

## Hiến pháp Ba Lan và tôn giáo

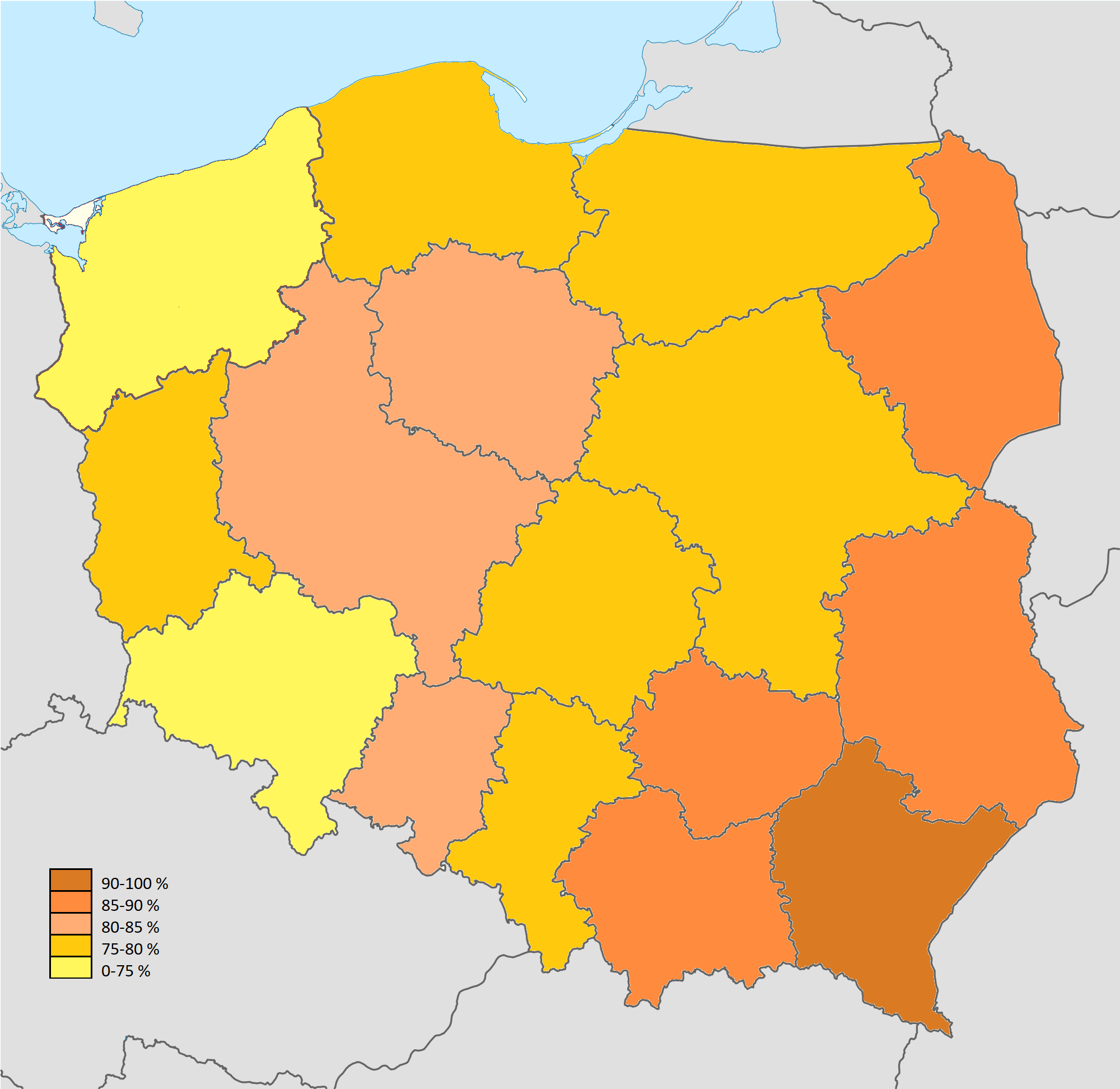
Tỉ lệ phần trăm người dân tuyên bố rằng họ tin hoặc rất tin, năm 2015.

Hiến pháp Ba Lan đảm bảo tự do tôn giáo cho toàn thể người dân. Hiến pháp cũng trao cho các dân tộc thiểu số các quyền để thành lập các tổ chức và cơ sở giáo dục và văn hóa được thiết kế bảo vệ bản sắc tôn giáo cũng như tham gia vào việc giải quyết các vấn đề liên quan đến bản sắc văn hóa của họ.
Các tổ chức tôn giá của Cộng hòa Ba Lan có thể đăng ký tổ chức của mình với Bộ nội vụ và hành chính, tạo một hồ sơ về các giáo hội và các tổ chức tôn giáo khác hoạt động theo luật riêng với pháp luật Ba Lan. Việc đăng ký này là không cần thiết nhưng là để phục vụ cho các luật đảm bảo quyền tự do thực hành tôn giáo.
Các nhóm tín ngưỡng bản địa Slavic đã đăng ký với chính quyền Ba Lan năm 1995 là Nhà thờ người Ba Lan bản địa (Rodzimy Kościół Polski) đại diện cho một truyền thống pagan giáo quay trở lại với các đức tin tiền Kitô giáo và tiếp nối Holy Circle of Worshipper of Światowid (Święte Koło Czcicieli Światowida, tạm dịch: Giới Mộ đạo của những người tôn sùng Svetovid) của Władysław Kołodziej năm 1921, và Giáo hội Slavic Ba Lan (Polski Kościół Słowiański). Tôn giáo bản địa Slavic này cũng được khuyến khích bởi Hiệp hội Đức tin Bản địa (Zrzeszenie Rodzimej Wiary, ZRW) và Hiệp hội Truyền thống được thành lập năm 2015.

## Các giáo phái chính
Có khoảng 125 nhóm tín ngưỡng và tôn giáo thiểu số được đăng ký ở Ba Lan. Dữ liệu năm 2018 do Główny Urząd Statystyczny, Cục Thống kê Trung ương Ba Lan đưa ra.
| Tên gọi                                                                        | Thành viên            | Lãnh đạo |
| ------------------------------------------------------------------------------ | --------------------- | --- |
| Công giáo tại Ba Lan, bao gồm: Công giáo Rôma Byzantine-Ukraina Armenia        | 32,910,865 55,000 670 | Wojciech Polak, Giáo trưởng của Ba Lan Stanisław Gądecki, Chủ tịch Các Giám mục Ba Lan Salvatore Pennacchio, Sứ thần (Công giáo Rôma) ở Ba Lan Jan Martyniak, Tổng giám mục Giám mục đô thành của Nghi thức Byzantine-Ukraina |
| Giáo hội Chính thống giáo Độc lập Ba Lan                                       | 507,196               | Giám mục đô thành Warszawa Sawa |
| Nhân Chứng Giê-hô-va Ba Lan                                                    | 116,935               | Warszawska 14, Nadarzyn Pl-05830 |
| Nhà thờ Tin Lành của Lời thú tội Augsburg ở Ba Lan                             | 61,217                | Giám mục Fr. Jerzy Samiec |
| Giáo hội Ngũ tuần Ba Lan                                                       | 25,152                | Giám mục Marek Kamiński |
| Giáo hội Công giáo Cổ Mariavite Ba Lan (dữ liệu năm 2017)                      | 22,849                | Giám mục chính Fr. Marek Maria Karol Babi |
| Giáo hội Công giáo Ba Lan của Cộng hòa Ba Lan (Công giáo Cổ)                   | 18,259                | Giám mục Wiktor Wysoczański |
| Giáo hội Cơ Đốc Phục Lâm Ba Lan                                                | 9,726                 | Chủ tịch Giáo hội, Ryszard Jankowski |
| Giáo hội Chúa Kitô Ba Lan                                                      | 6,326                 | Giám mục Andrzej W. Bajeński |
| New Apostolic Church (tạm dịch: Giáo hội Tông đồ mới) Ba Lan                   | 6,118                 | Giám mục Waldemar Starosta |
| Hội thánh Tin lành Báp tít Ba Lan • Liên hữu Báp-tít Ba Lan                    | 5,343                 | Chủ tịch Hội thánh: Dr. Mateusz Wichary |
| Church of God in Christ (tạm dịch: Hội Thánh của Đức Chúa Trời trong Đức Kitô) | 4,611                 | Giám mục Andrzej Nędzusiak |
| Giáo hội Giám lý Liên hiệp Ba Lan (dữ liệu năm 2017)                           | 4,465                 | Giám sát chung, Andrzej Malicki |
| Giáo hội Cải cách Evangelical ở Ba Lan                                         | 3,335                 | Chủ tịch giáo hội Dr. Witold Brodziński |
| Catholic Mariavite Church (tạm dịch: Giáo hội Công giáo Mariavite) Ba Lan      | 1,838                 | Giám mục Damiana Maria Beatrycze Szulgowicz |
| Giáo hội các Thánh hữu Ngày sau của Chúa Giê Su Ky Tô Ba Lan                   | 1,729                 | Hội trưởng Giáo hội: Russel M. Nelson Hội trưởng hội truyền giáo Warsawa: Mateusz Turek |
| Liên minh Tôn giáo Hồi giáo Ba Lan                                             | 523                   | Chủ tịch Đoàn Hồi giáo Tối cao Stefan Korycki |
| Liên minh các Cộng đồng tôn giáo Do Thái Ba Lan                                | 1,860                 | • Chủ tịch Ủy ban Chính Piotr Kadlčik • Chief Rabbi của Ba Lan Michael Schudrich |

## Thăm dò ý kiến năm 2015 của CBOS
Theo một đợt thăm dò ý kiến trong "một nhóm đại diện cho 1,000 người" do Trung tâm Nghiên cứu Công luận (CBOS) thực hiện, công bố trong năm 2015, có 39% người dân Ba Lan tuyên bố rằng mình là "tín đồ theo luật của Giáo hội", trong khi đó 52% trả lời rằng họ là "tín đồ theo hiểu biết và cách riêng của mình", còn lại 5% chỉ ra rằng họ là vô thần.

## Các địa điểm được lựa chọn

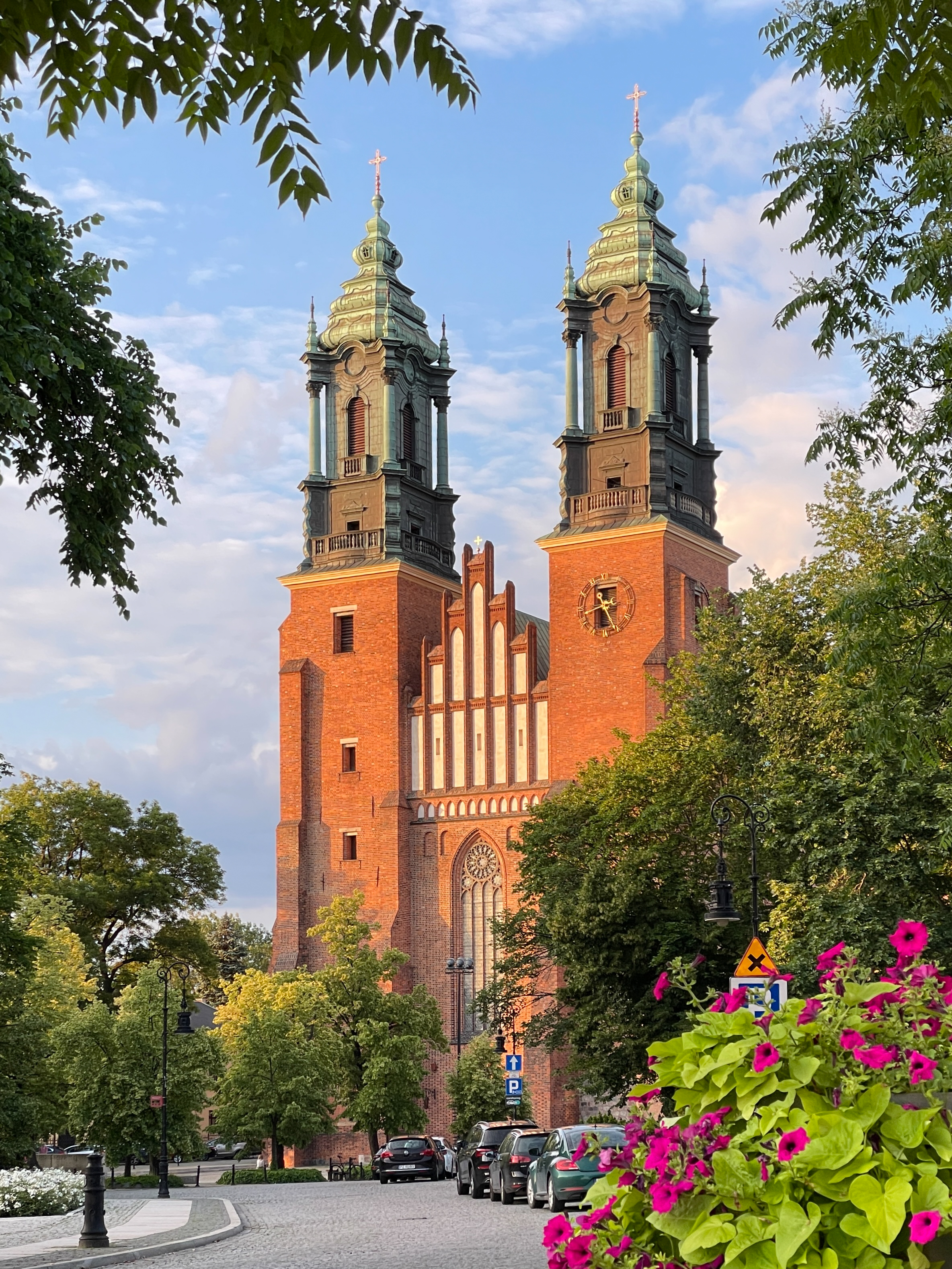
Thánh đường Thánh Phêrô và Thánh Phaolô ở Poznań
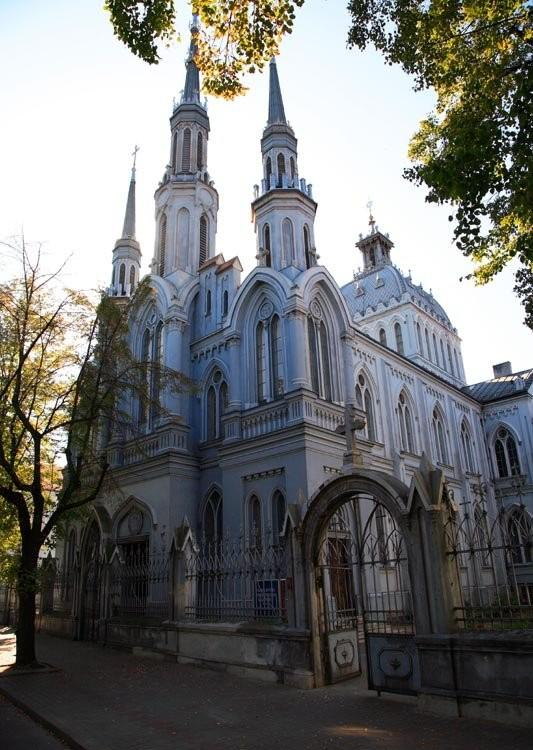
Đền thờ của lòng thương xót và từ thiện Công giáo Cổ Mariavite ở Płock
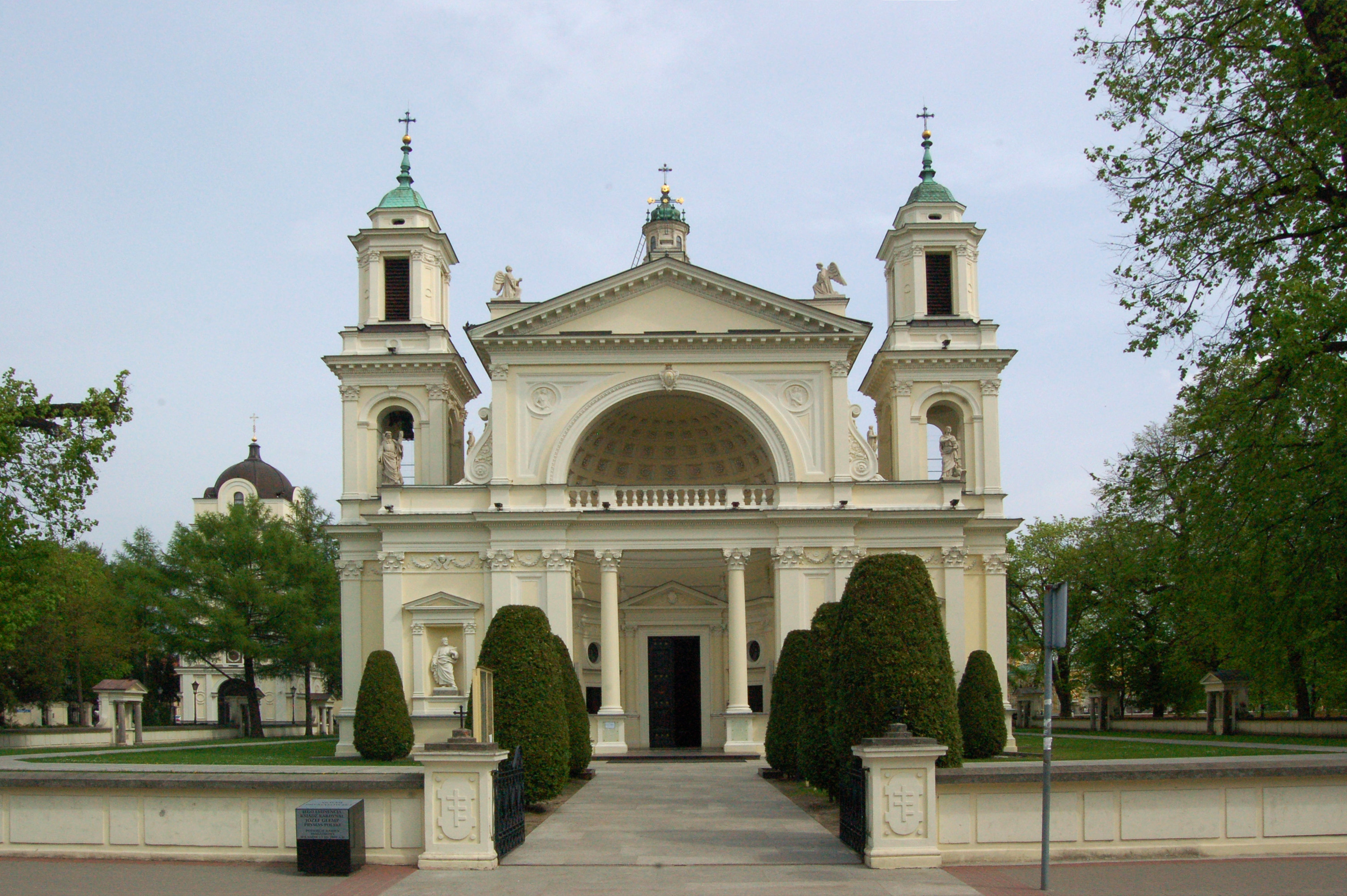
Nhà thờ Thánh Anna ở Wilanów, Warszawa
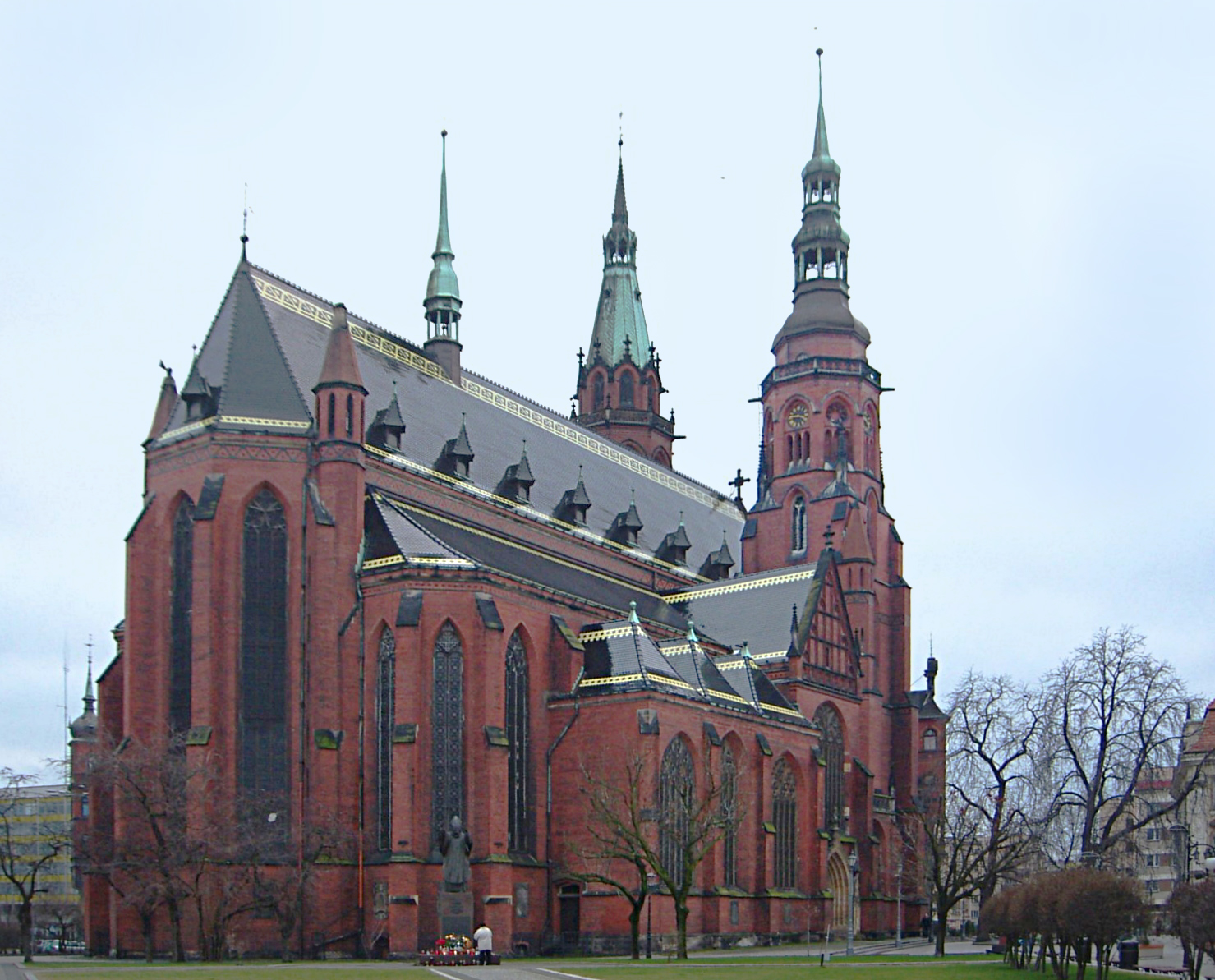
Thánh đường Thánh Phêrô và Thánh Phaolô ở Legnica
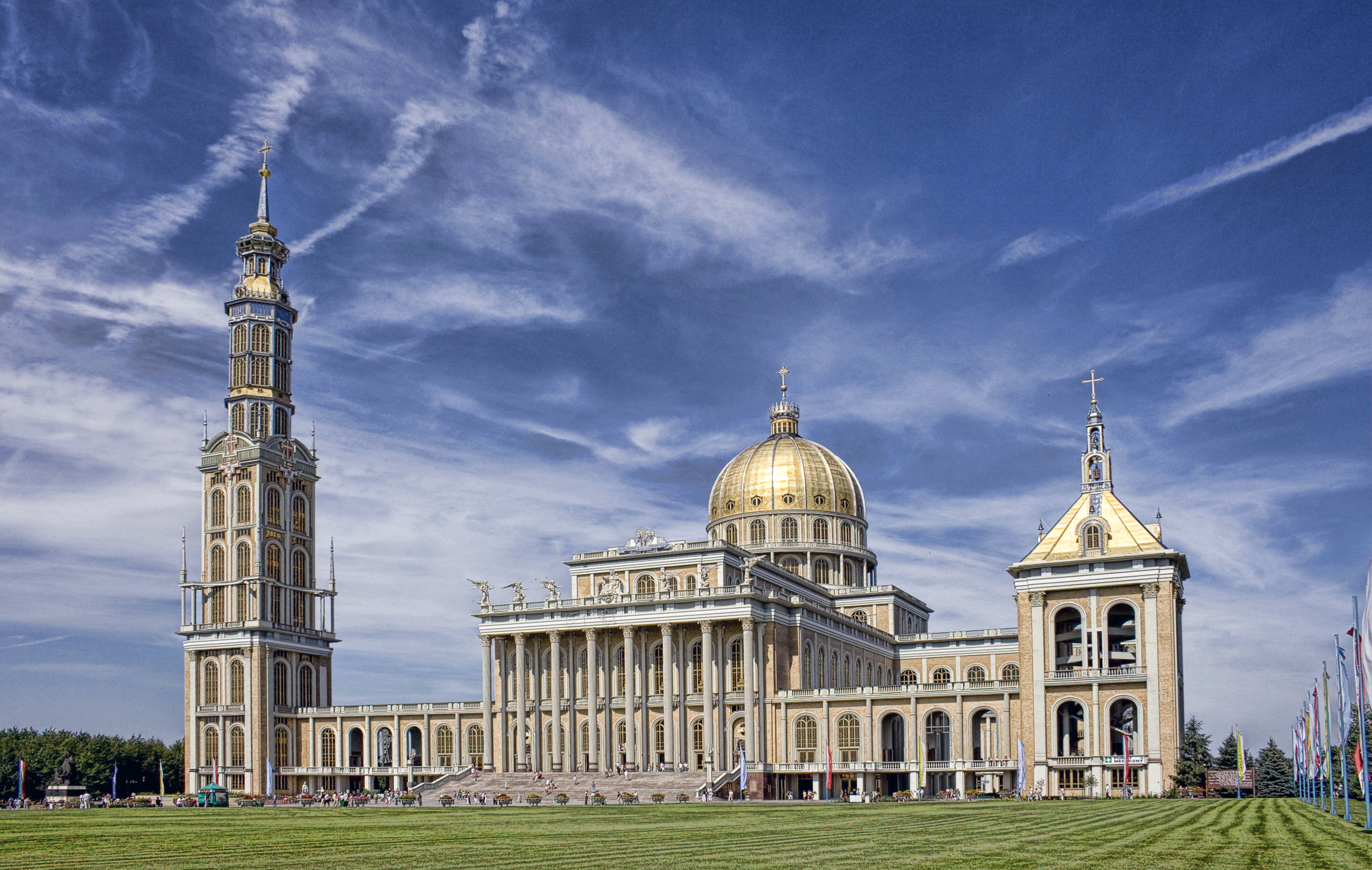
Vương cung thánh đường Đức Mẹ Licheń ở Licheń Stary - nhà thờ lớn nhất ở Ba Lan
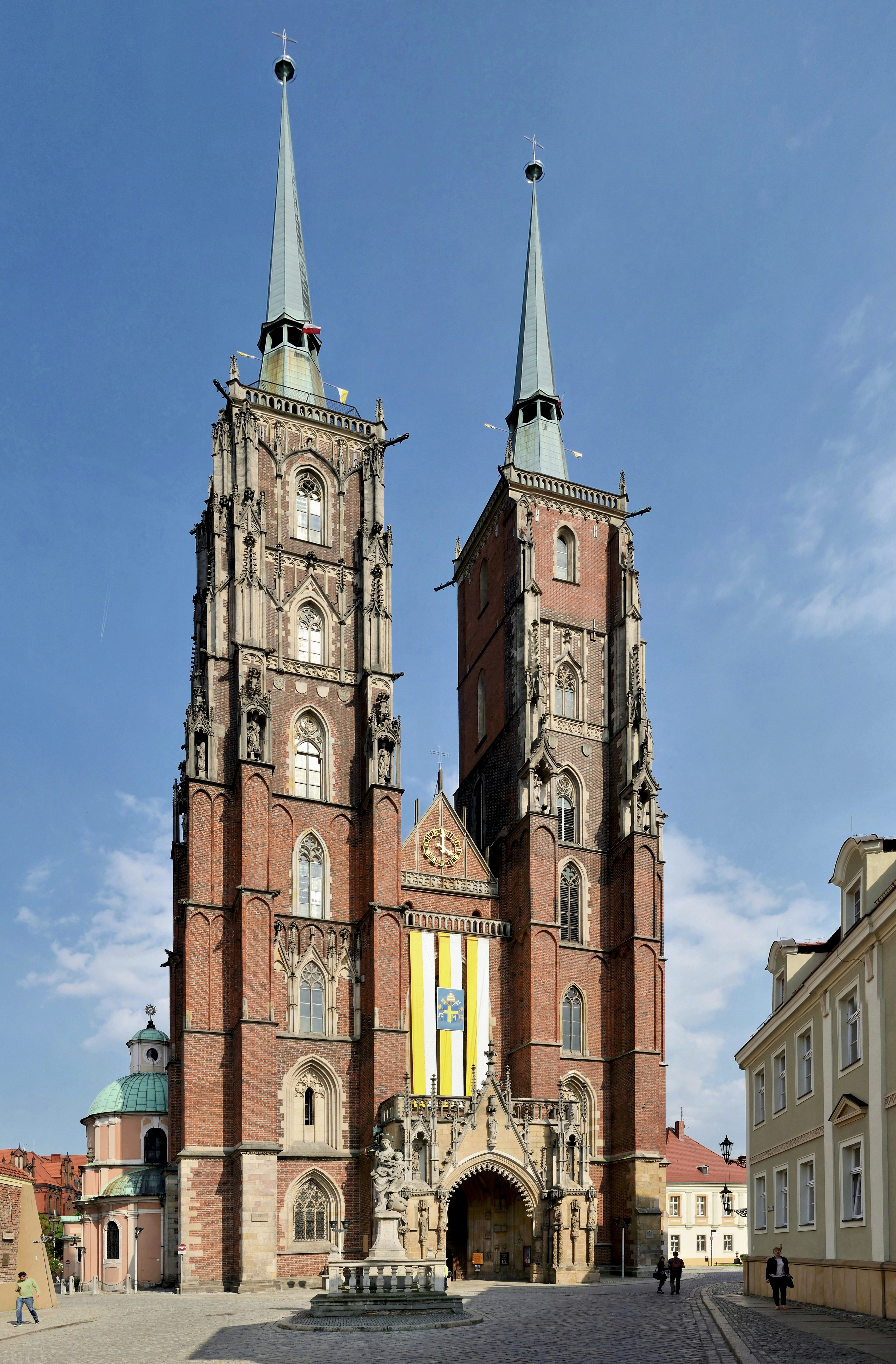
Thánh đường Công giáo Rôma ở Wrocław
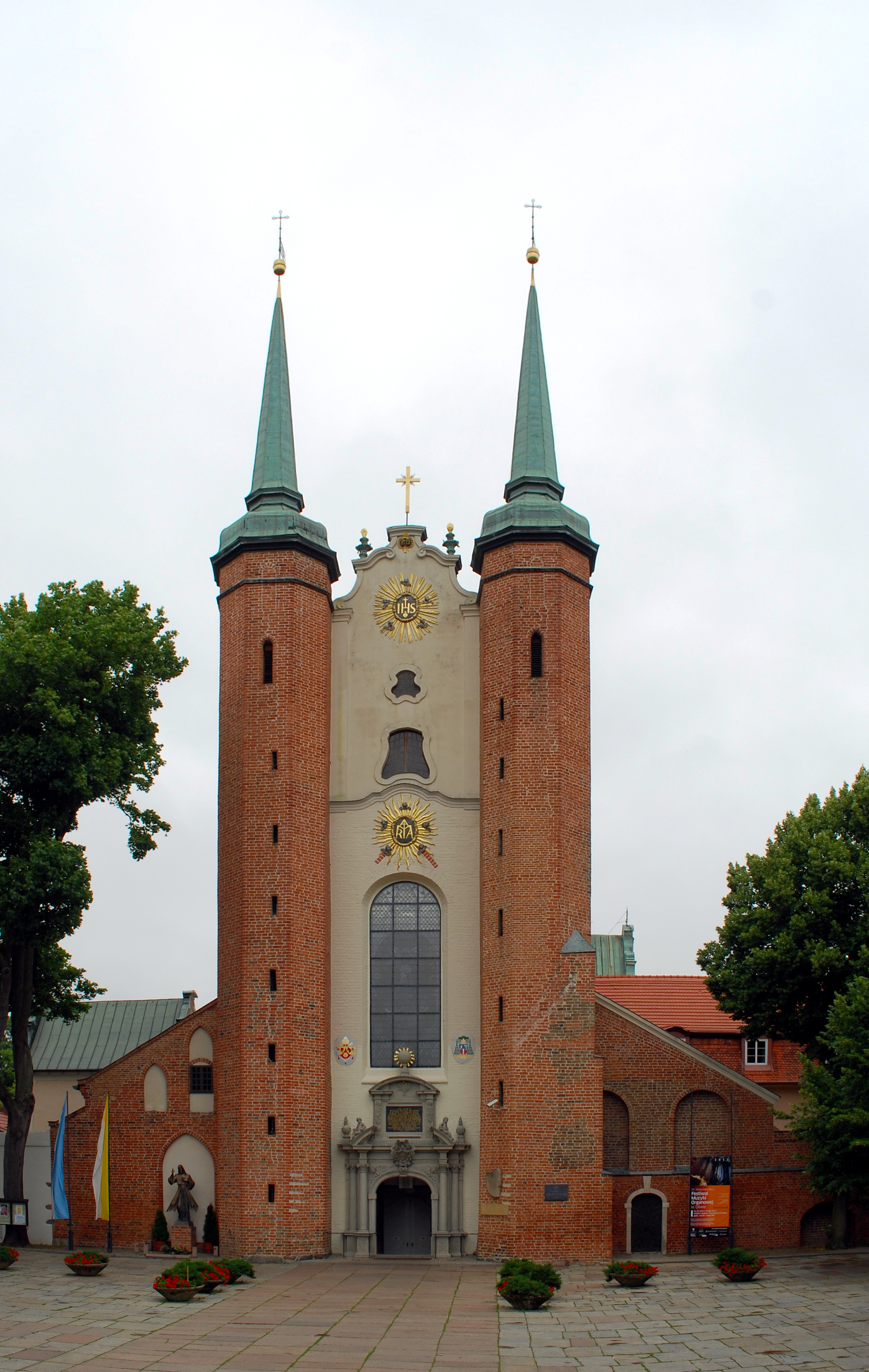
Thánh đường Oliwa, Gdańsk
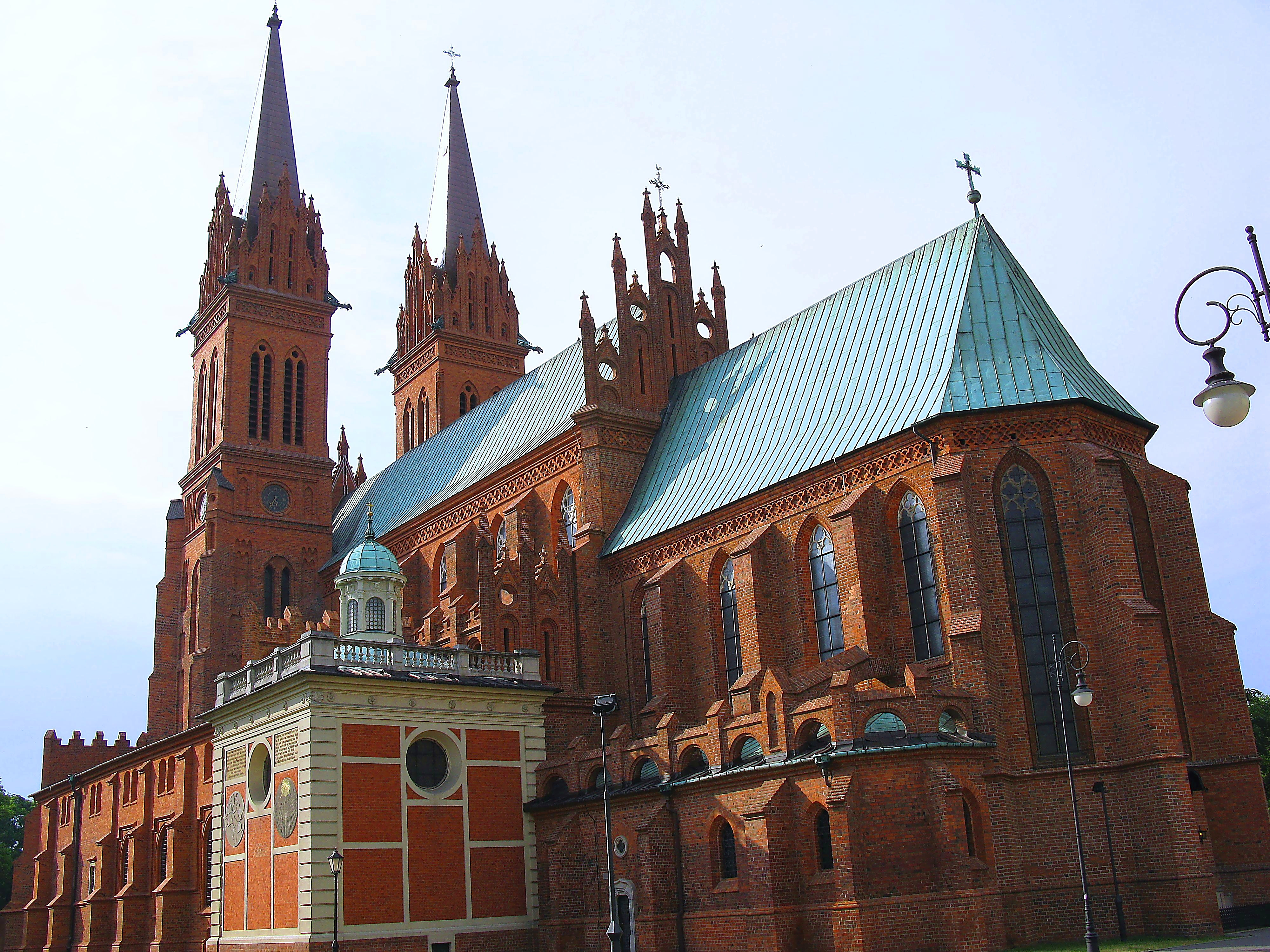
Thánh đường Włocławek
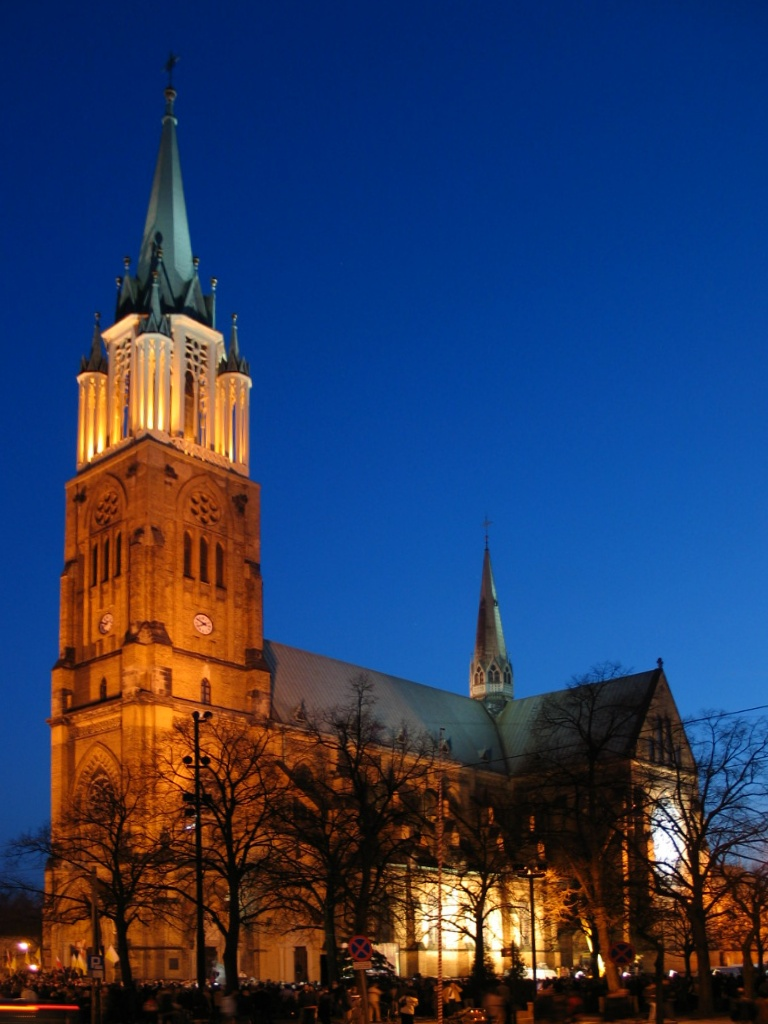
Thánh đường Thánh Stanislaus Kostka ở Łódź
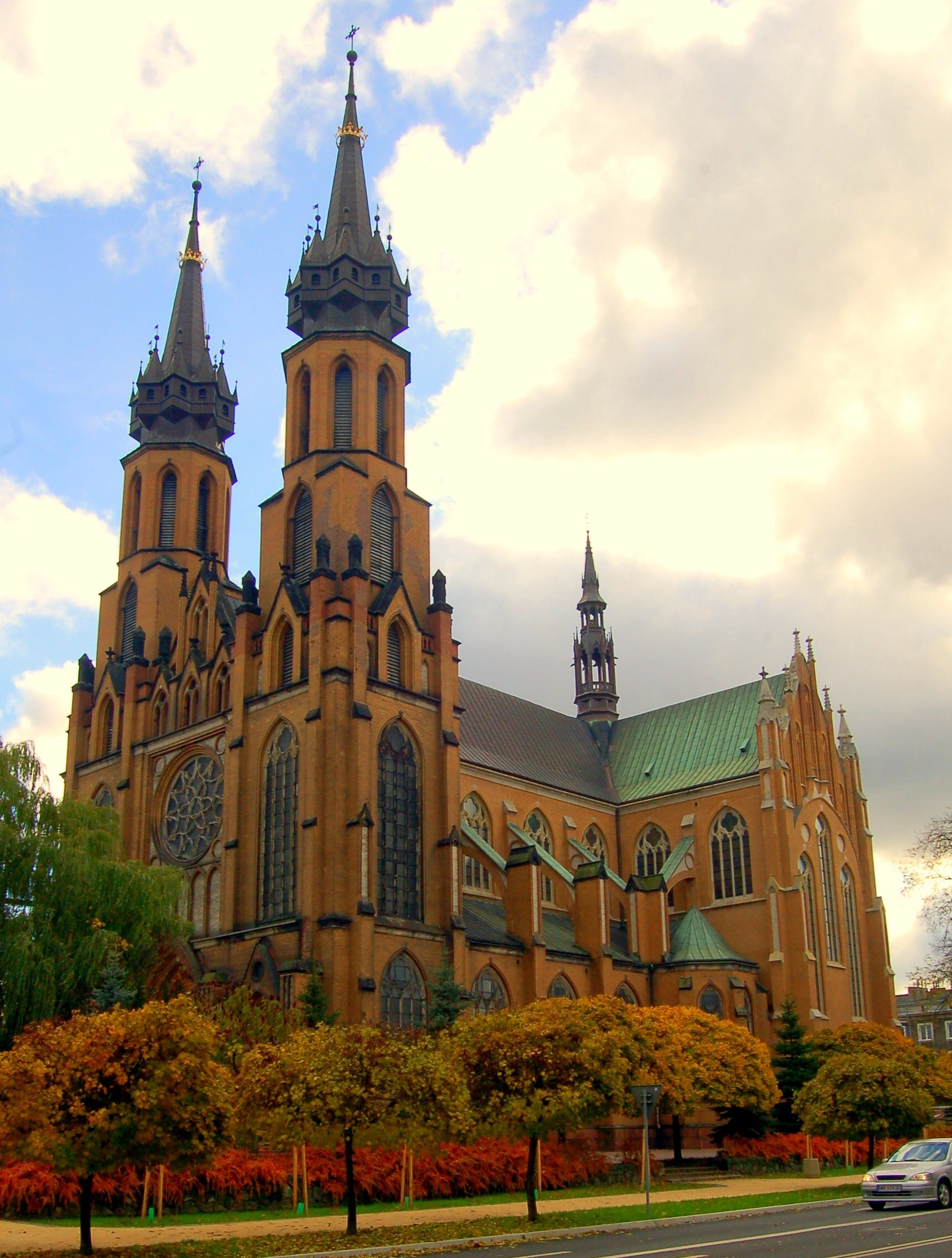
Thánh đường ở Radom
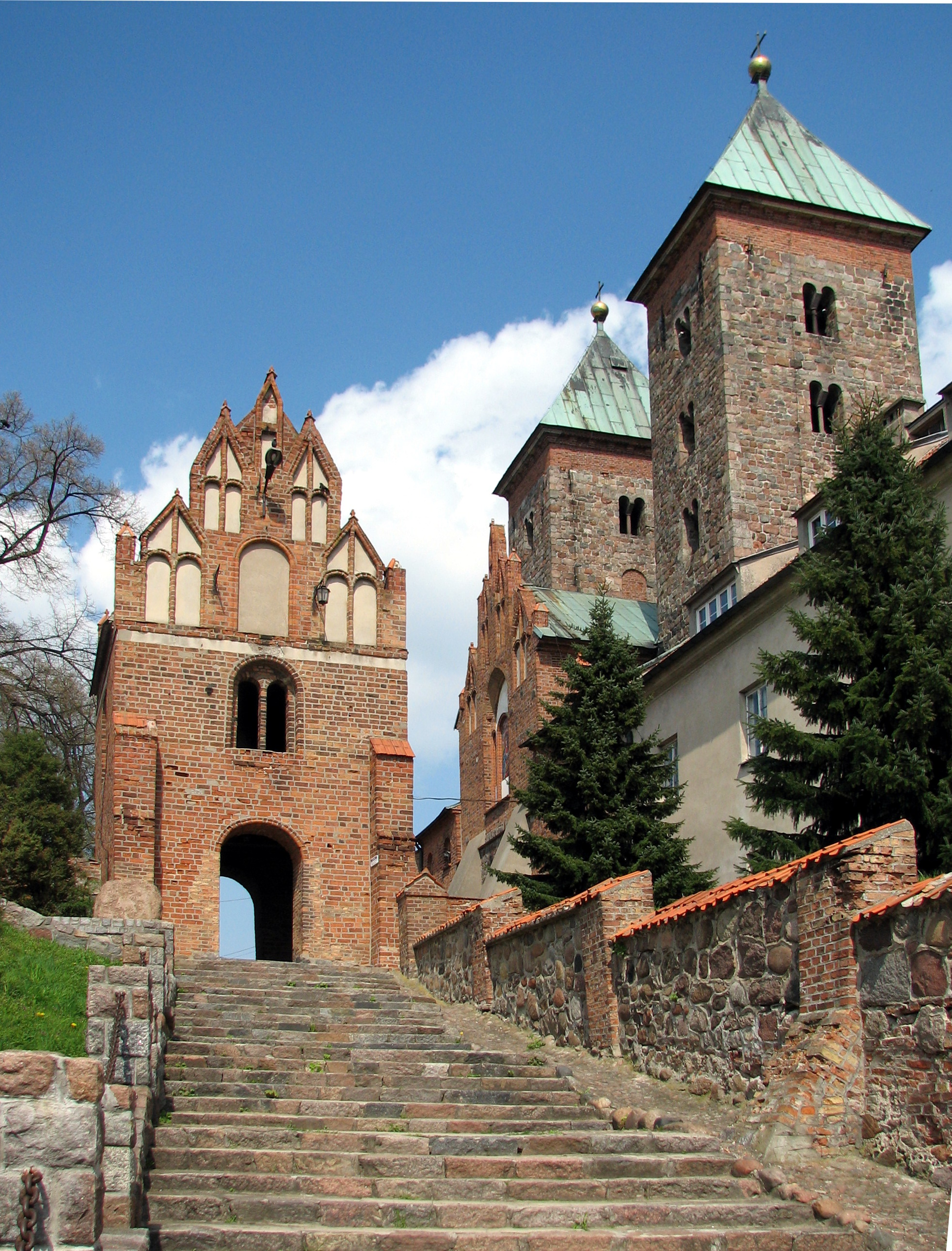
Nhà thờ Roman Czerwińsk nad Wisłą bên dòng Wisła
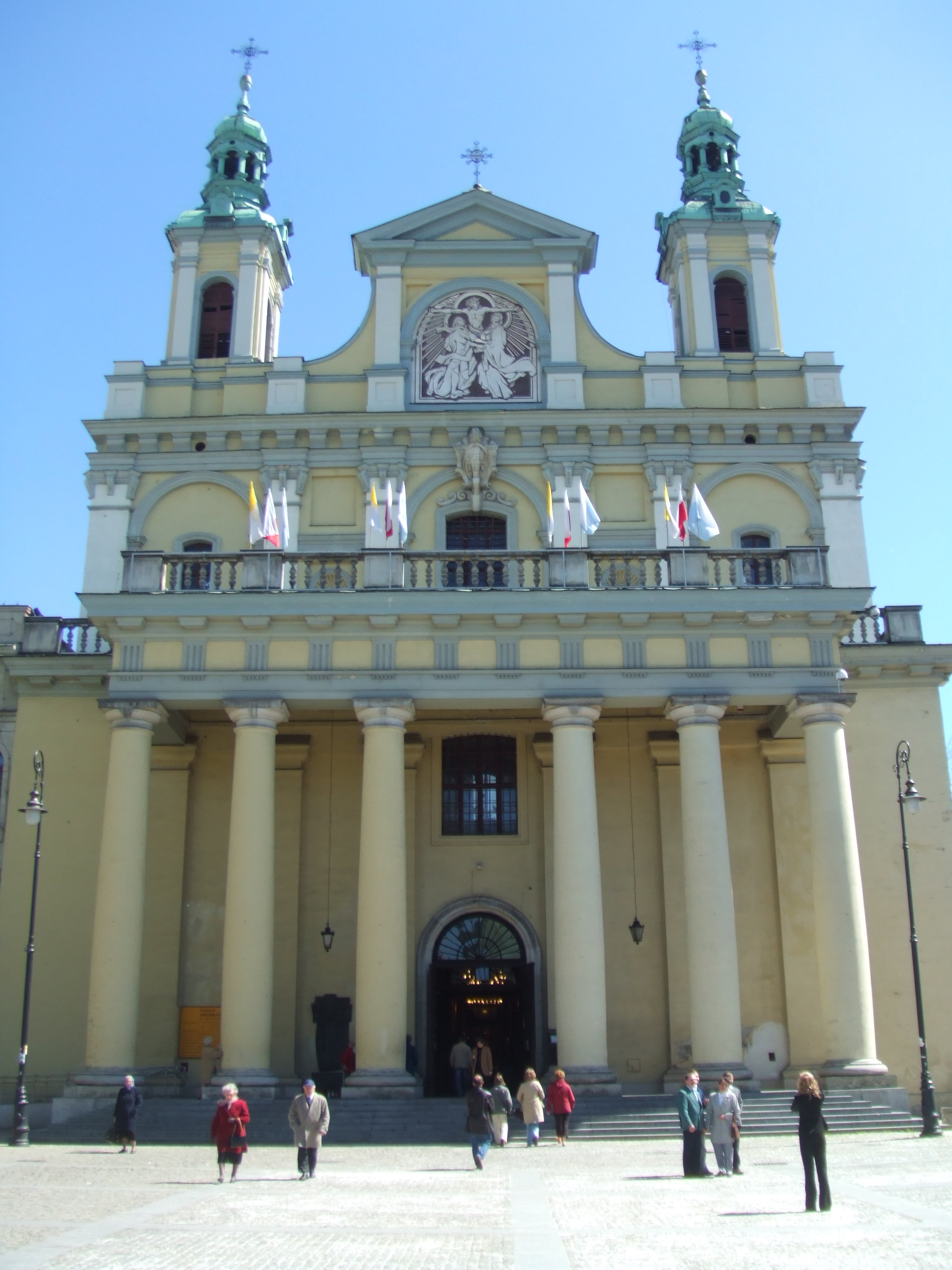
Thánh đường ở Lublin
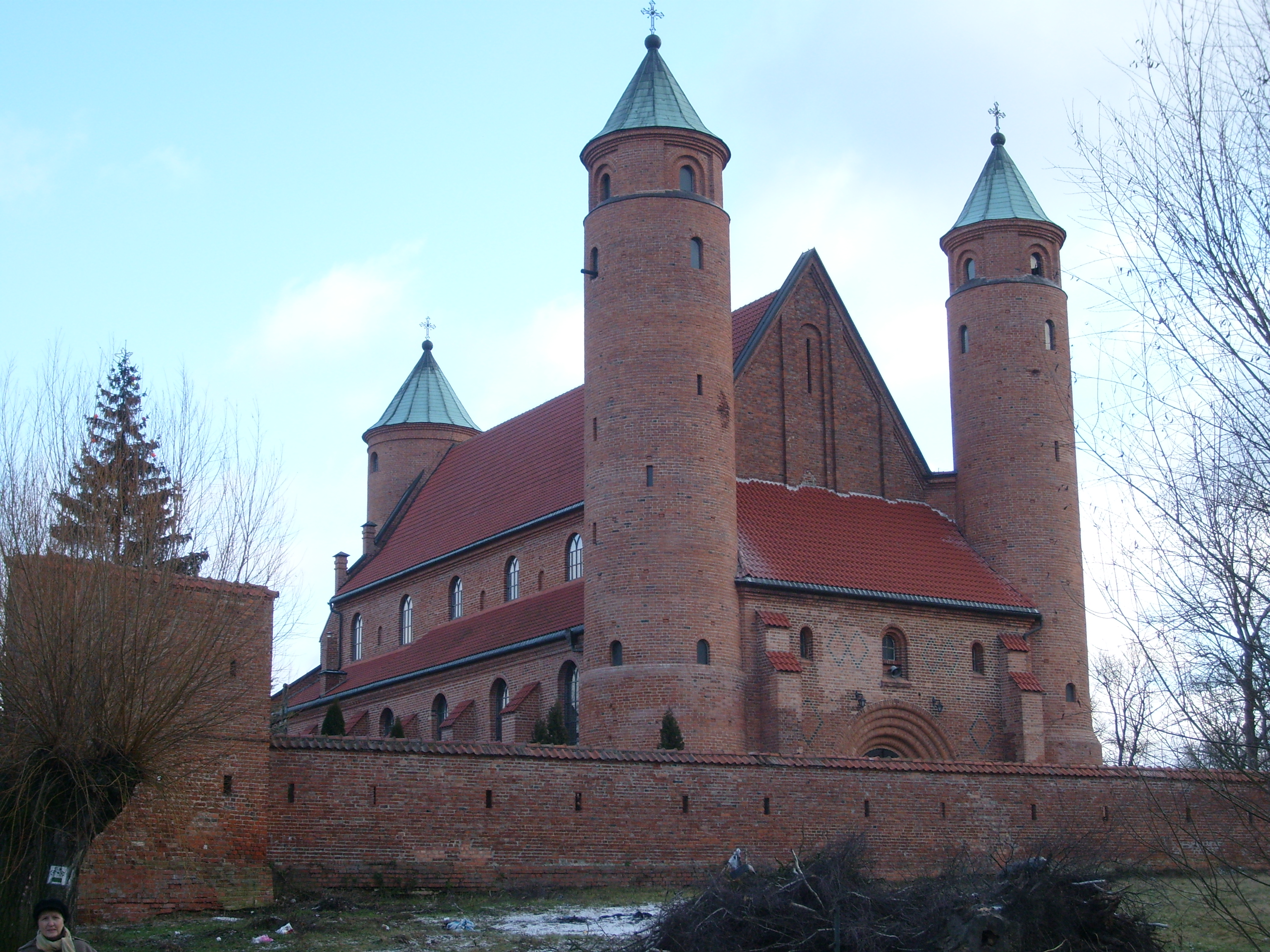
Nhà thờ Thánh Roch và Gioan ở Brochów
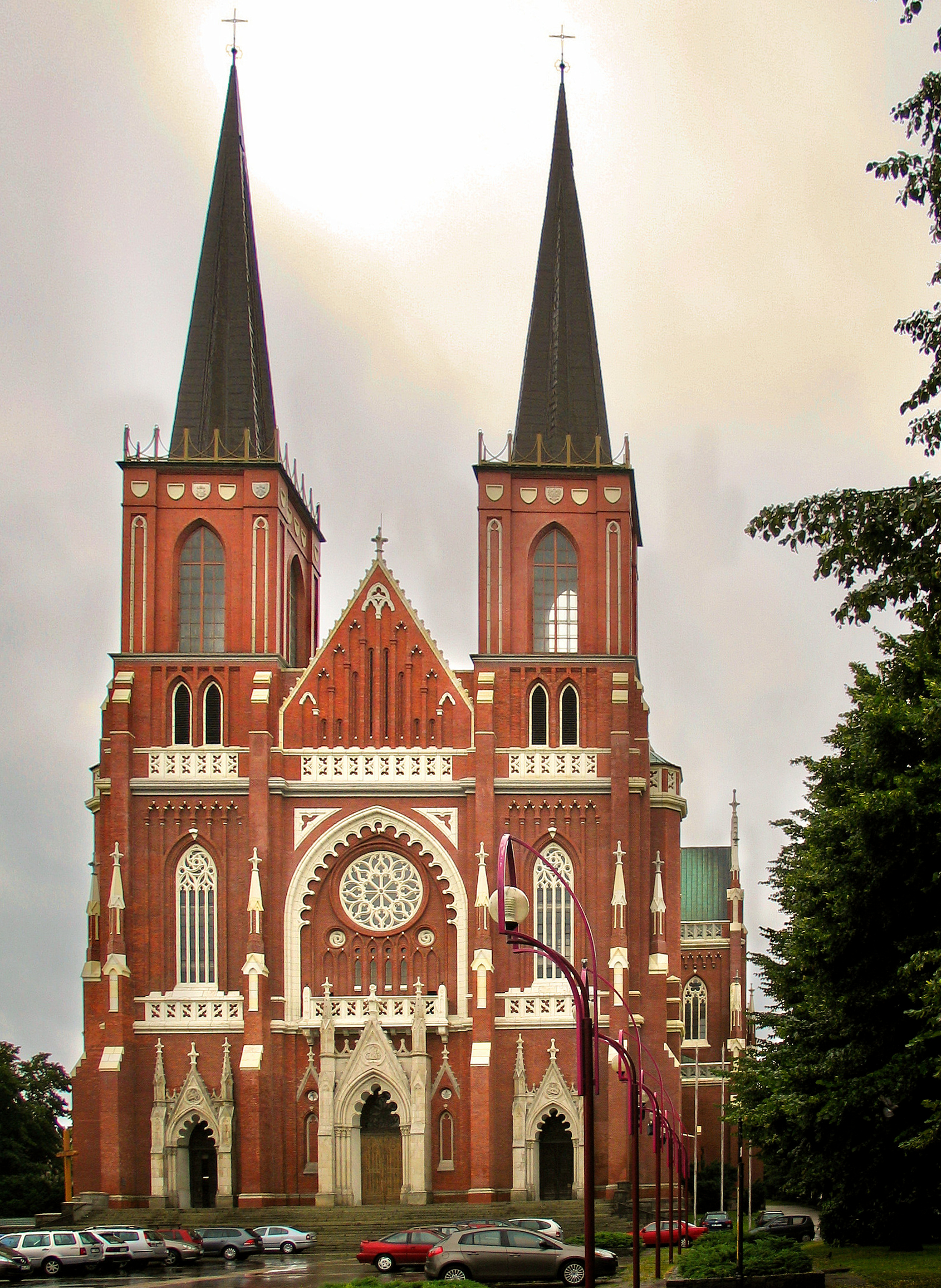
Vương cung thánh đường Thánh Gia ở Częstochowa nhìn từ quảng trường Giáo hoàng Gioan Phaolô II
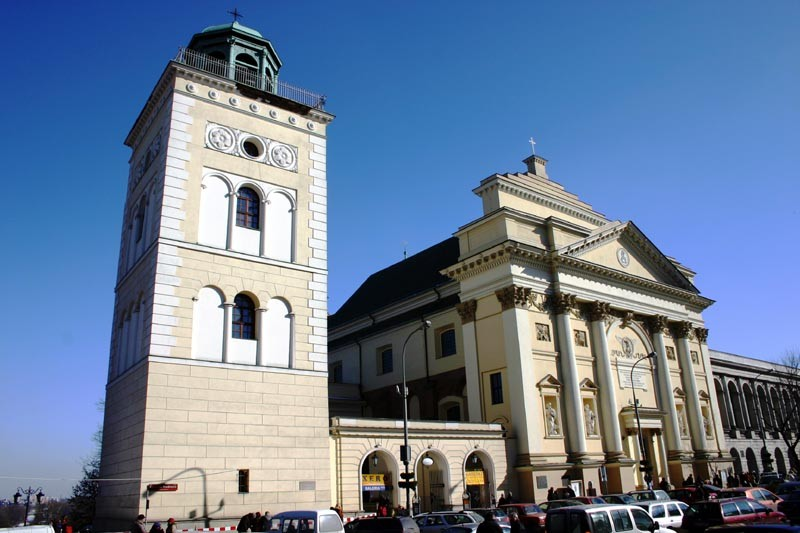
Nhà thờ St. Anne Công giáo ở Warszawa
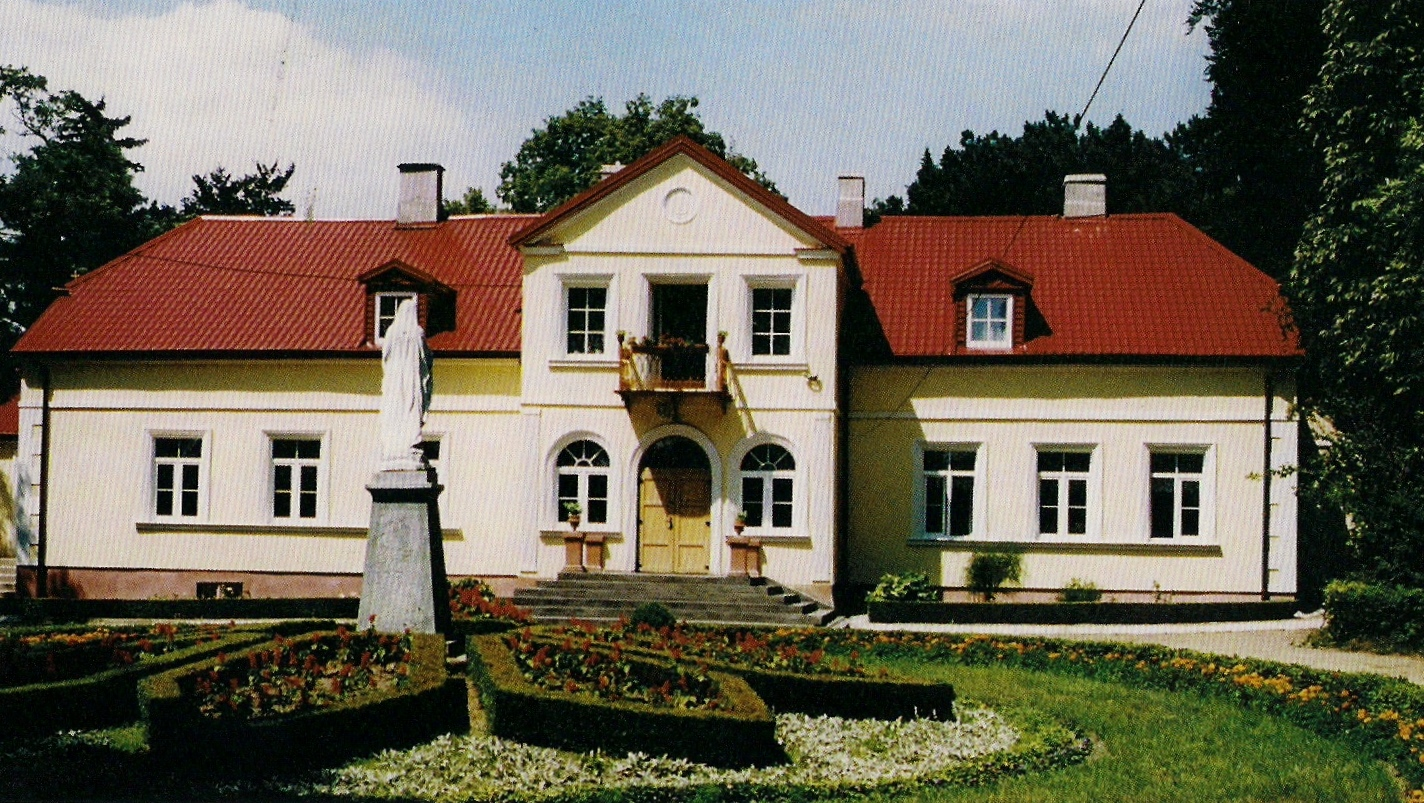
Tu viện Công giáo Mariavite ở Felicjanów
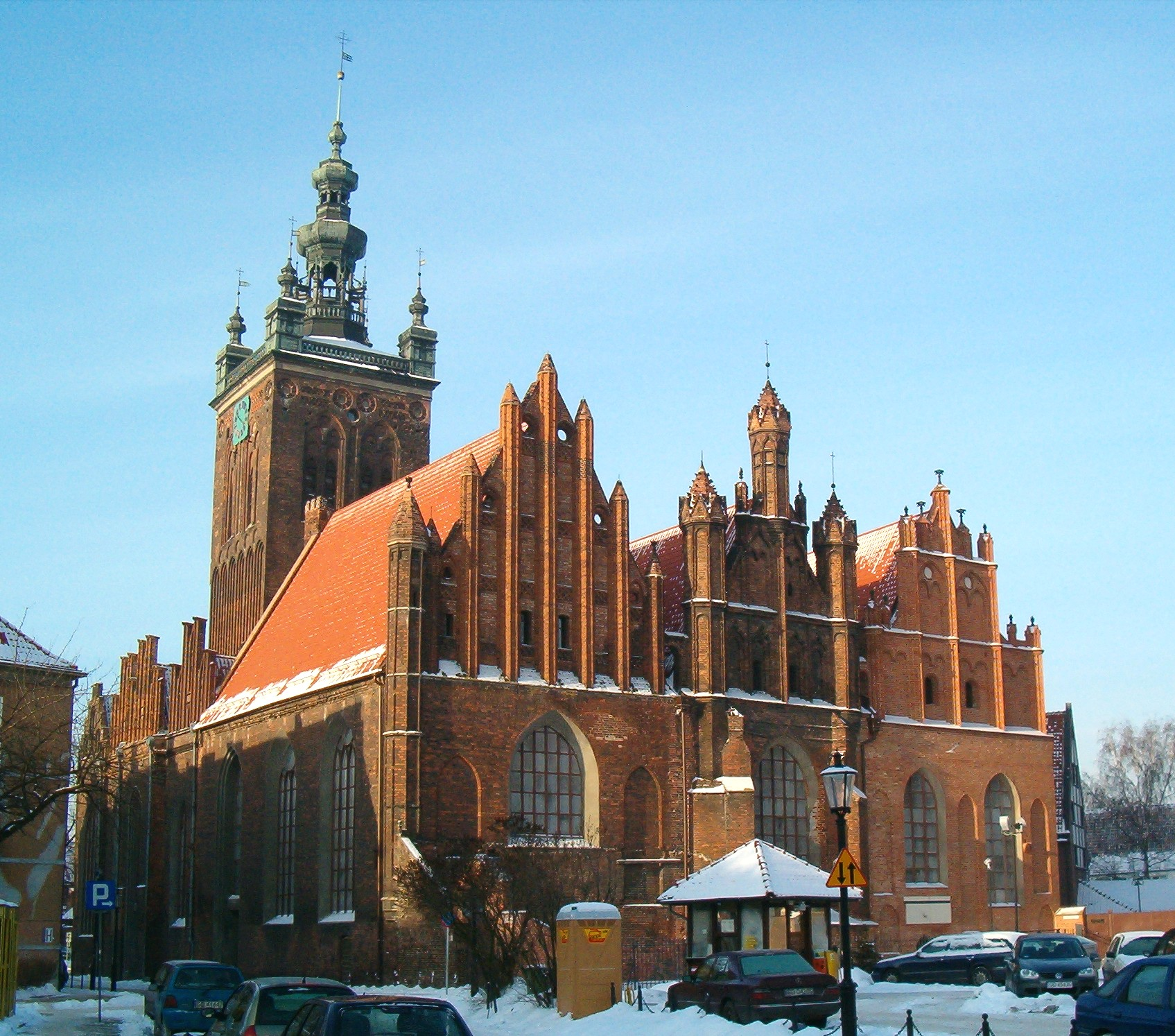
Nhà thờ Thánh Catarina ở Gdańsk
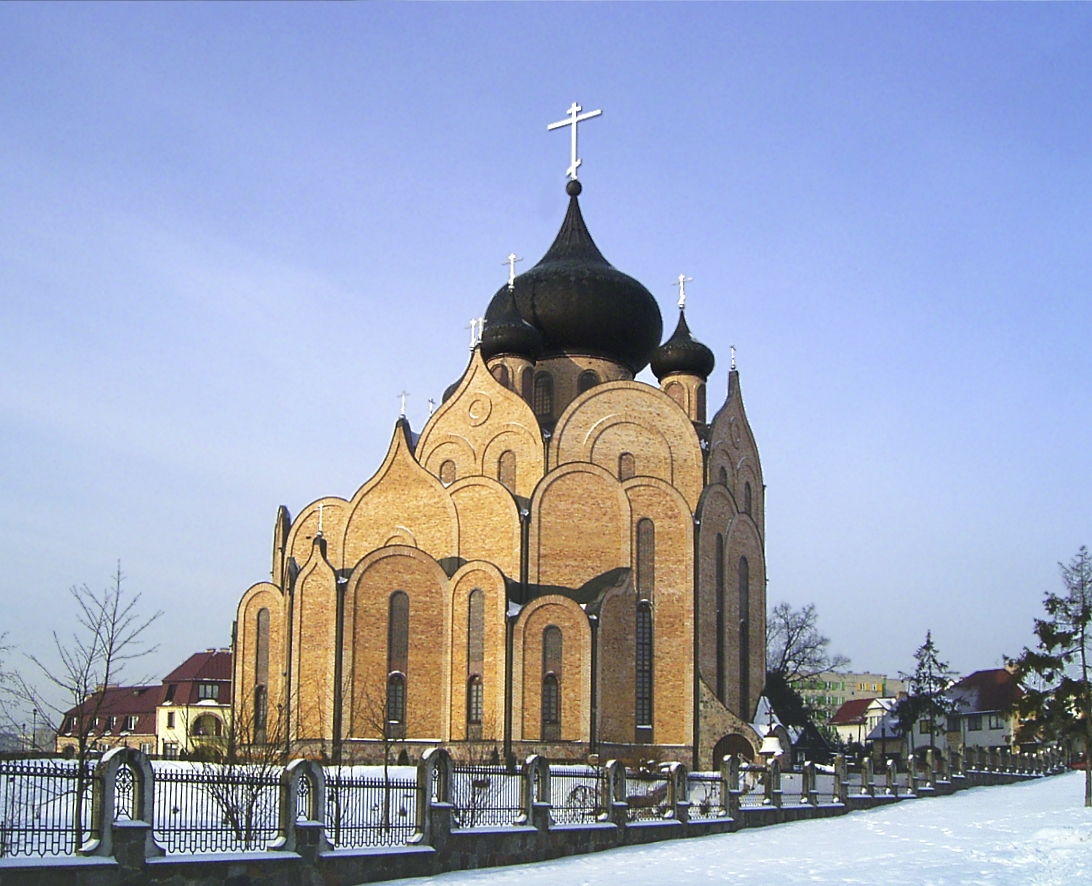
Nhà thờ Chính thống giáo Đông phương Chúa Thánh Thần ở Białystok
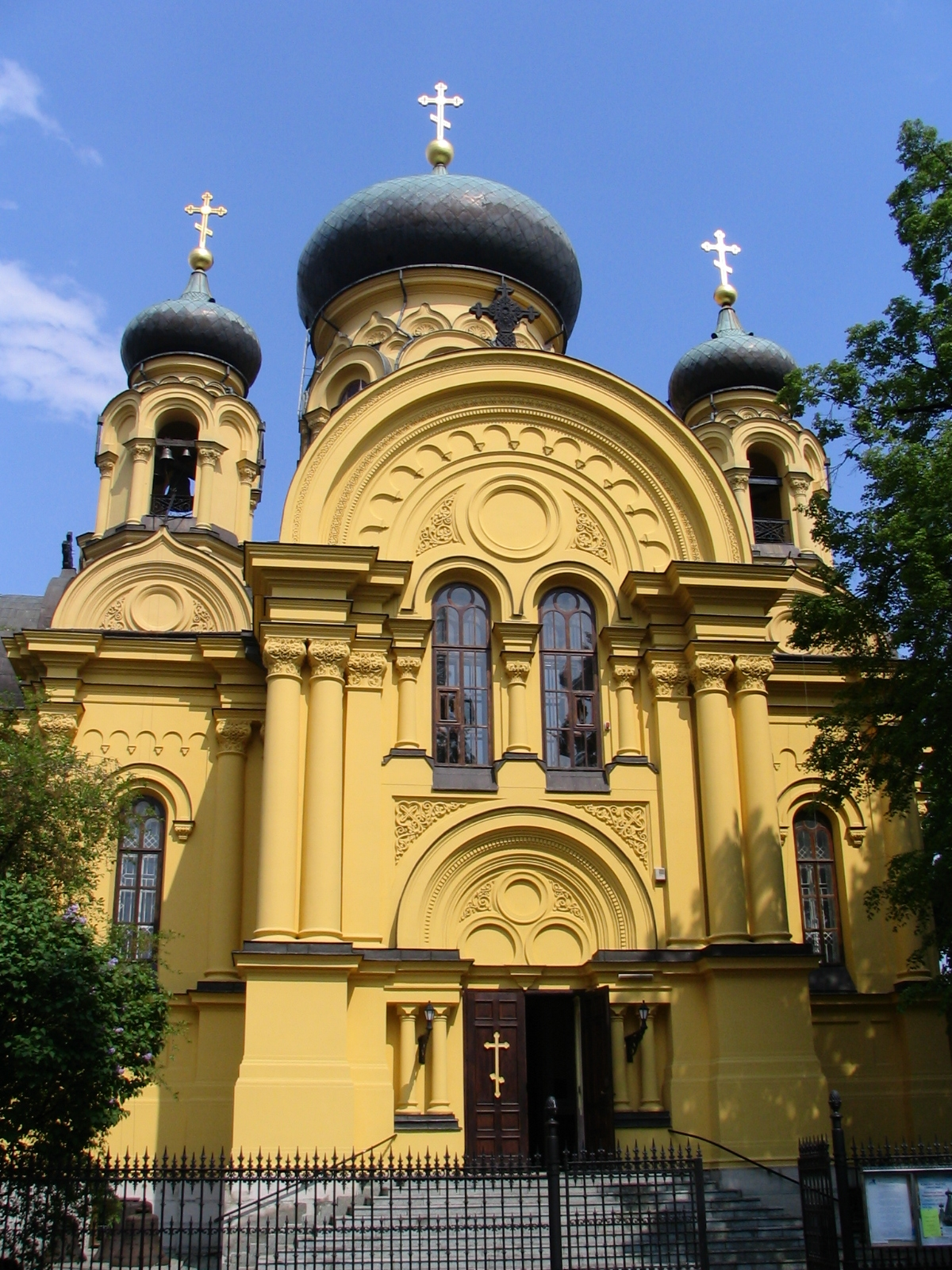
Nhà tờ chính tòa đô thành Chính thống giáo Đông phương ở Warszawa
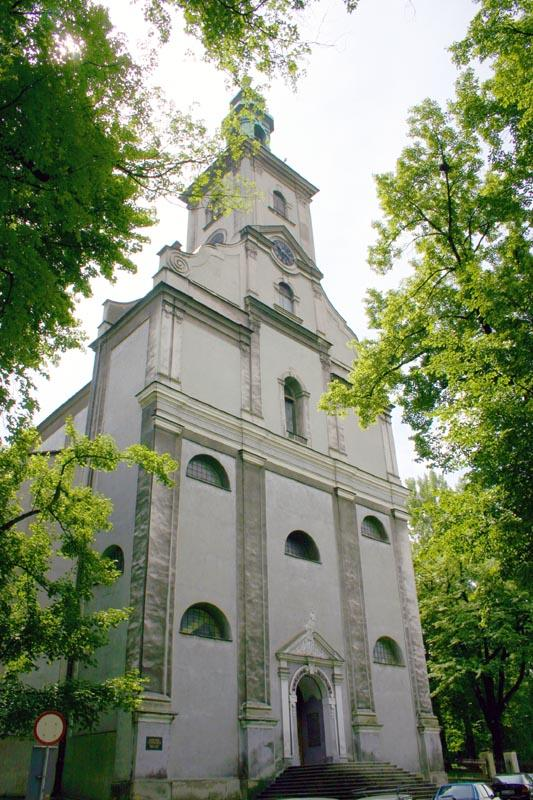
Nhà thờ Chúa Giê-su Giáo hội Luther ở Cieszyn
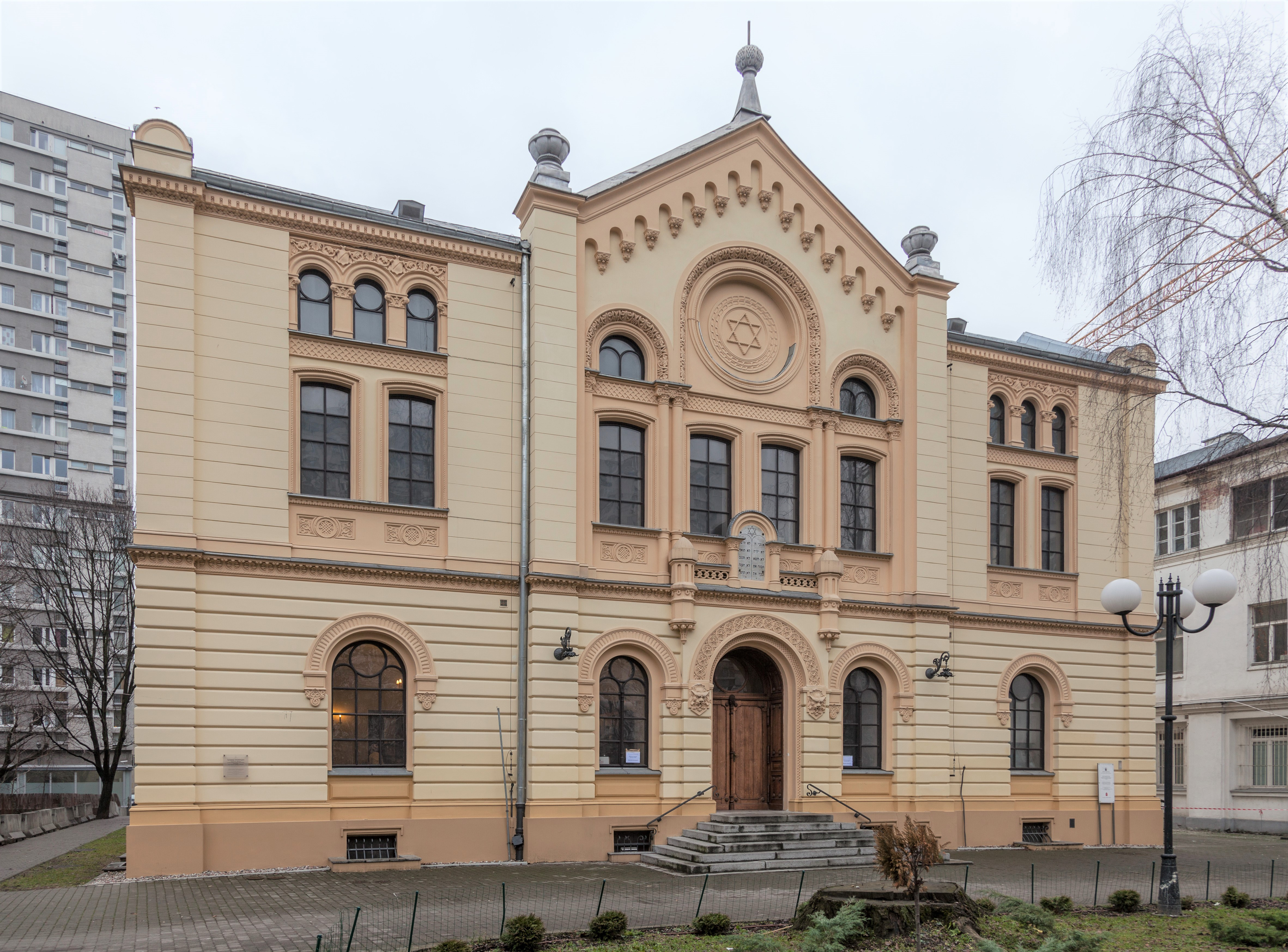
Giáo đường Do Thái Nożyk ở Warszawa
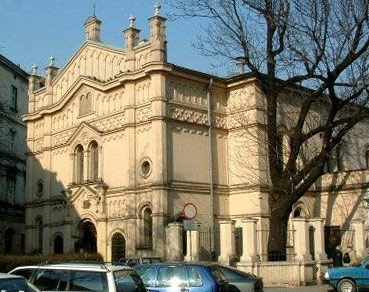
Giáo đường Do Thái Tempel ở Kraków
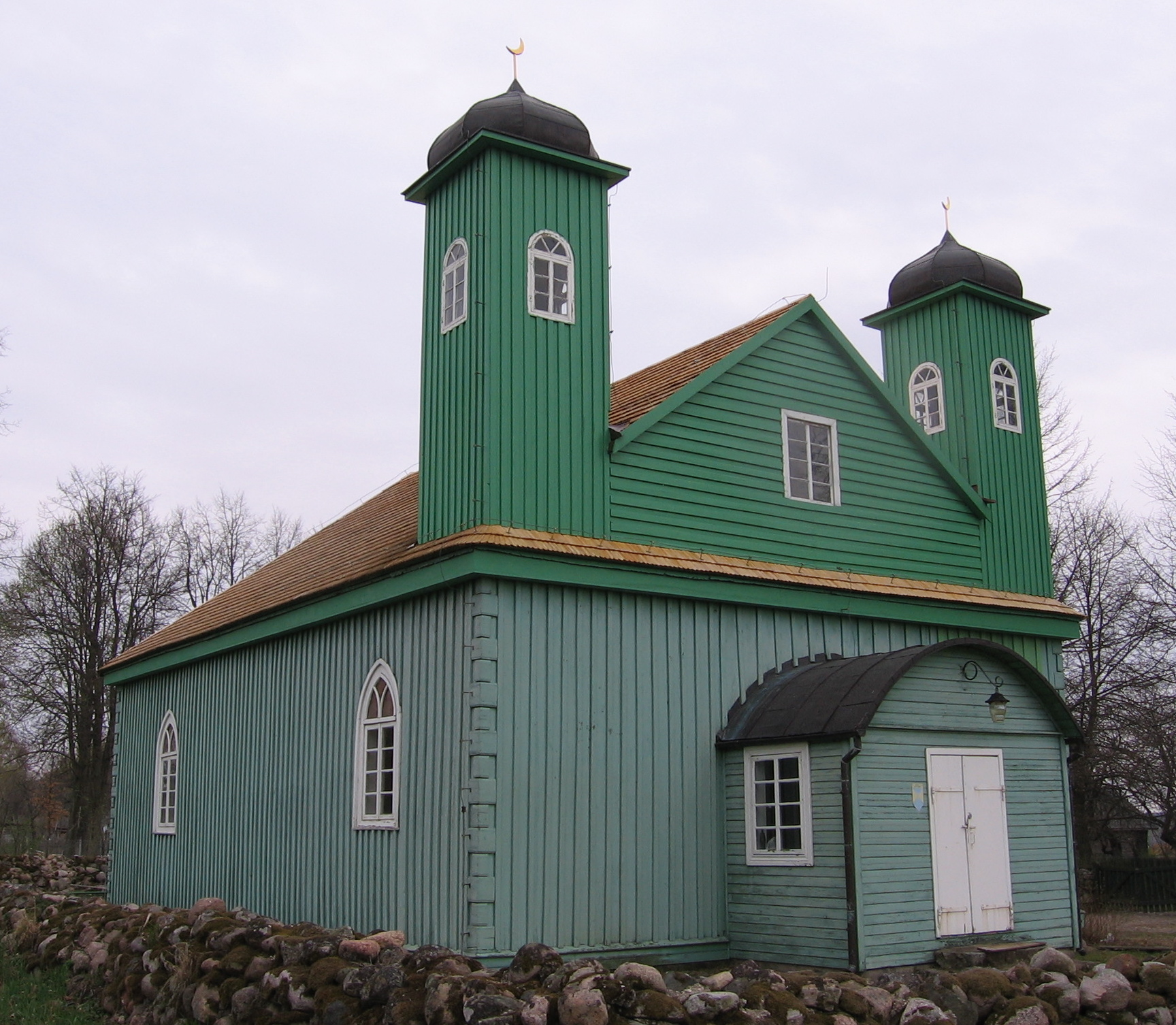
Nhà thờ Hồi giáo ở Kruszyniany
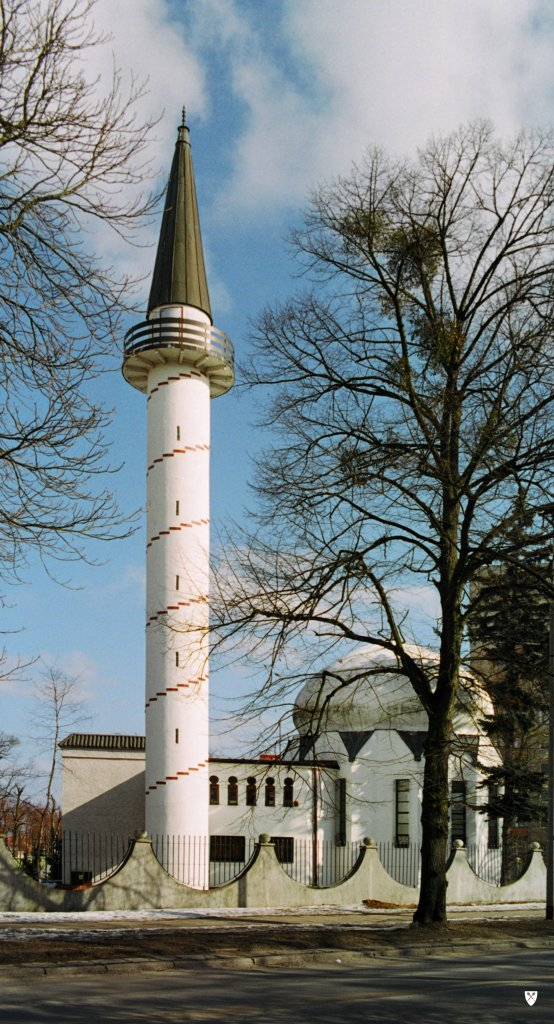
Nhà thờ Hồi giáo ở Gdańsk
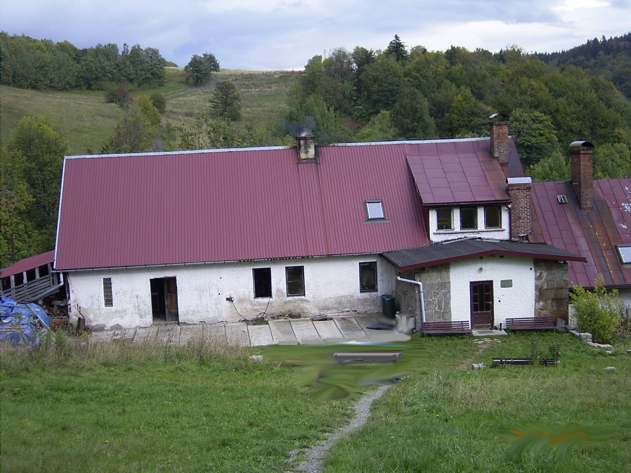
Đền thờ Ấn Độ giáo ở Czarnków
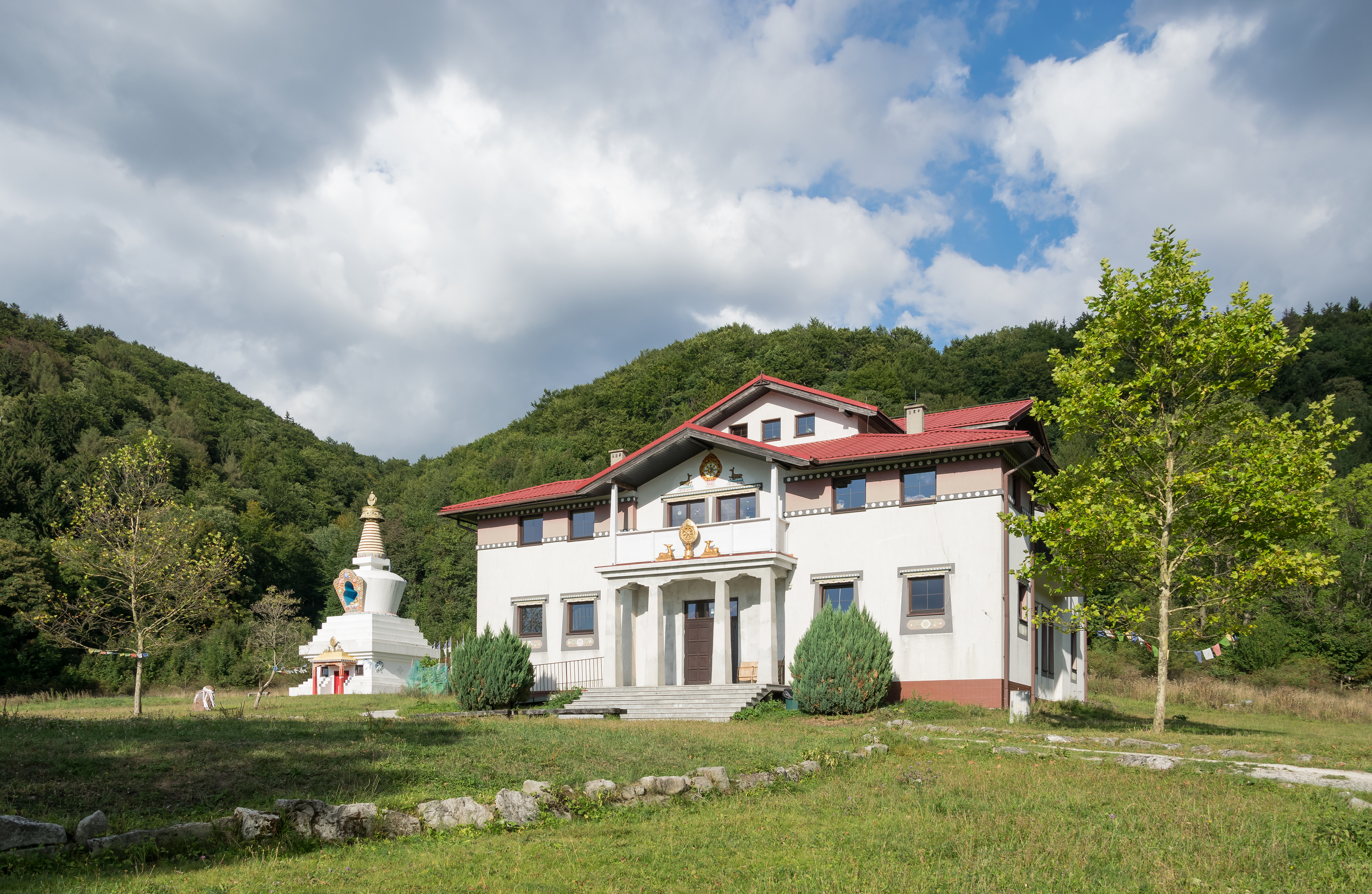
Gompa Drophan Ling ở Darnków